# Катуньчик сивоголовий
Кату́ньчик сивоголовий (Leucosticte tephrocotis) — вид горобцеподібних птахів родини в'юркових (Fringillidae). Мешкає в США, Канаді і Росії.

## Опис
Довжина птаха становить 14-18 см, вага 22-60 г, розмах крил 33 см. у дорослих птахів спина і груди коричневі, нижня частина тіла і крила рожевуваті. Лоб і горло чорні, верхня частина голови сіра. Лапи короткі. чорні. хвіст довгий, роздвоєнний. У представників підвиду L. t. wallowa вся голова сіра. Представники підвидів L. t. griseonucha і L. t. umbrina досягають довжини 17-21 см і ваги 41-60 г.

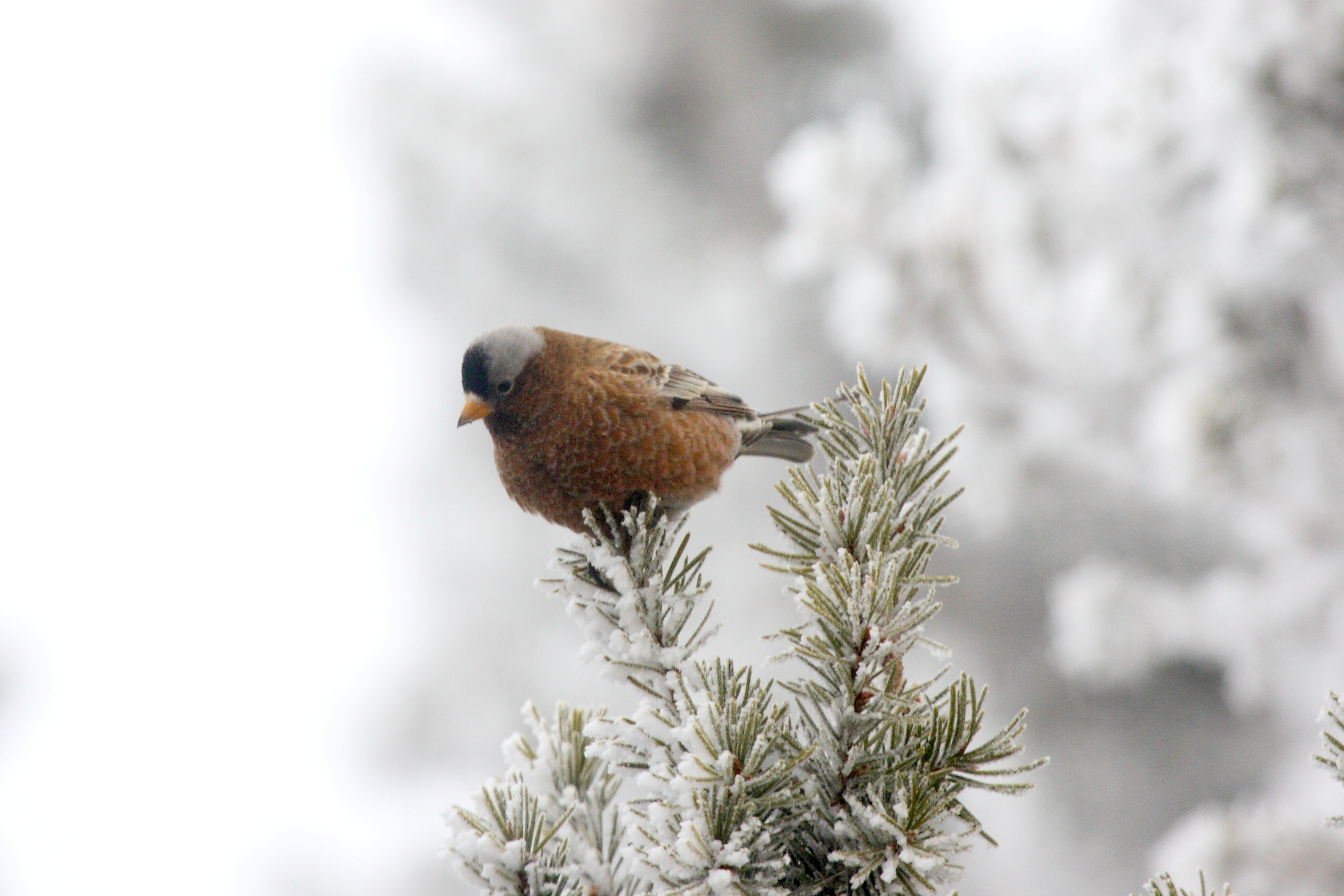
Самець сивоголового катуньчика

## Таксономія
Сивоголовий катуньчик був описаний британським орнітологом Вільямом Джоном Свенсоном в 1932 році. Він утворює надвид з сибірським, темним і рожевим катуньчиком.

## Підвиди

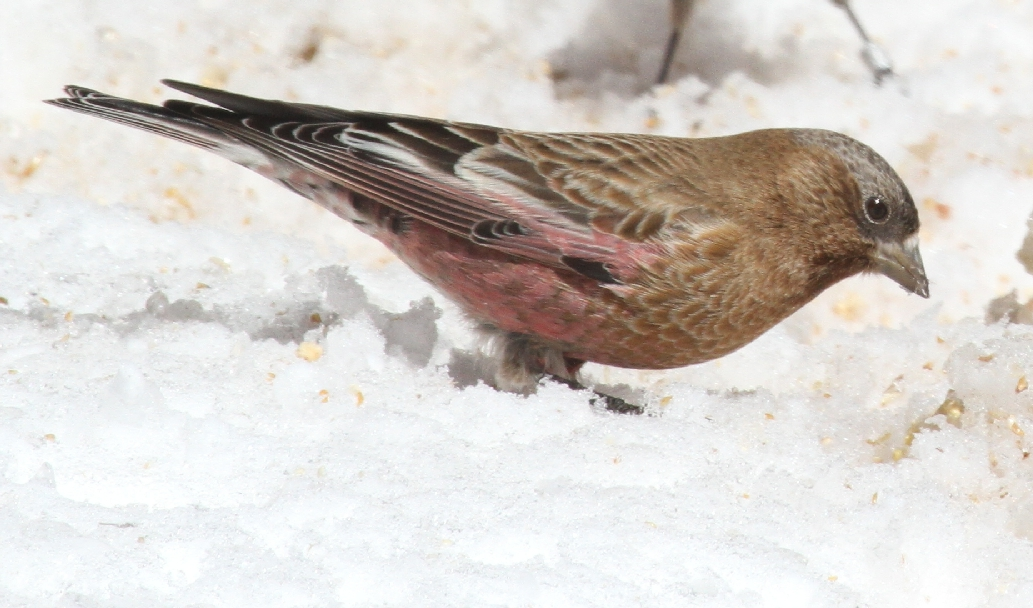
Самиця сивоголового катуньчика (Нью-Мексико)

Виділяють шість підвидів:
- L. t. maxima Brooks, WS, 1915 — Командорські острови;
- L. t. griseonucha (Brandt, JF, 1842) — Алеутські острови, острів Кадьяк і Аляска (за винятком півночі і сходу);
- L. t. umbrina Murie, 1944 — Острови Прибилова, Холл і Святого Матвія[7];
- L. t. littoralis Baird, SF, 1869 — східна Аляска і західна Канада;
- L. t. tephrocotis (Swainson, 1832) — північна Аляска, захід центральної Канади, північний захід штату Монтана;
- L. t. dawsoni Grinnell, 1913 — східна Каліфорнія;
- L. t. wallowa Miller, AH, 1939 — північно-східний Орегон.

## Поширення і екологія
Сивоголові катуньчики мешкають на островах Берингового моря, в Алясці, на заході Канади і США. Представники підвидів  L. t. maxima, L. t. griseonucha і L. t. umbrina є осілими. Популяції, що мешкають в Скелястих горах Канади і США взимку мігрують на південь. Сивоголові катуньчики живуть в тундрі, на високогірних луках, на осипах і пустищах.

## Поведінка
У негніздовий період сивоголові катуньчики утворюють великі зграї до 1000 птахів, до яких долучаються снігові пуночки, лапландські подорожники і рогаті жайворонки. Вони мігрують на південь восени, а повертаються ранньої весни, до танення снігу. Сивоголові катуньчики гніздяться в горах, на великий висоті. Гніздування починається в середині червня. Гніздо, яке будує лише самиця, має чашоподібну форму, зроблене з трави, корінців, лишайників і моху, встелене шерстю і пір'ям. Воно розміщується на землі або серед каміння. В кладці 3-5 яєць, інкубаційний період триває 2 тижні. Пташенята покидають гніздо на 2-3 тиждень. І самці, і самиці піклуються про них ще протягом 2 тижнів.
Влітку сивоголові катуньчики живляться переважно комахами, а влітку — насінням трав. Під час сезону розмноження у самців і у самиць збільшується воло, в якому птахи накопичують їжу, щоб нагодувати пташенят.

## Галерея

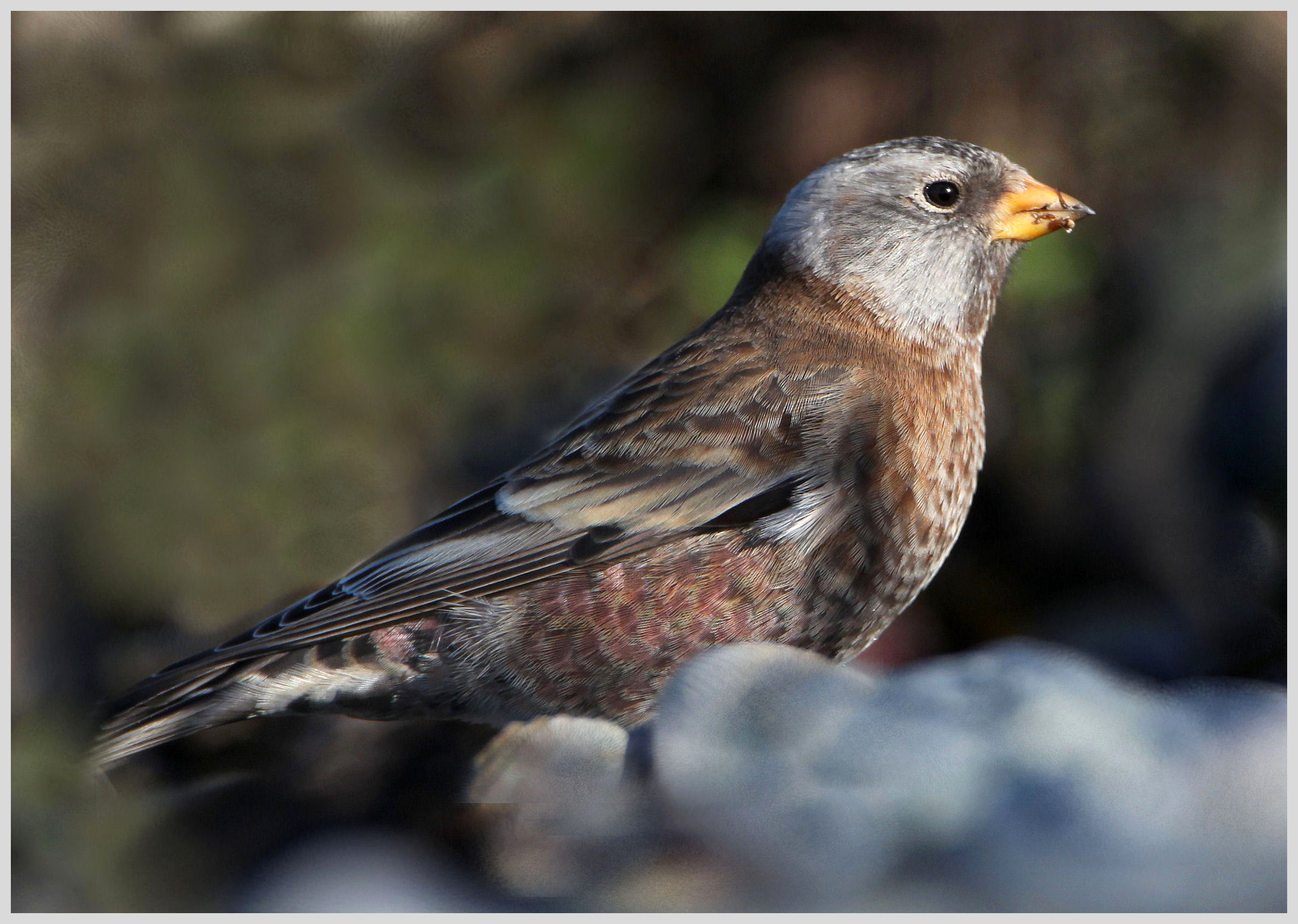
Самиця (Британська Колумбія)
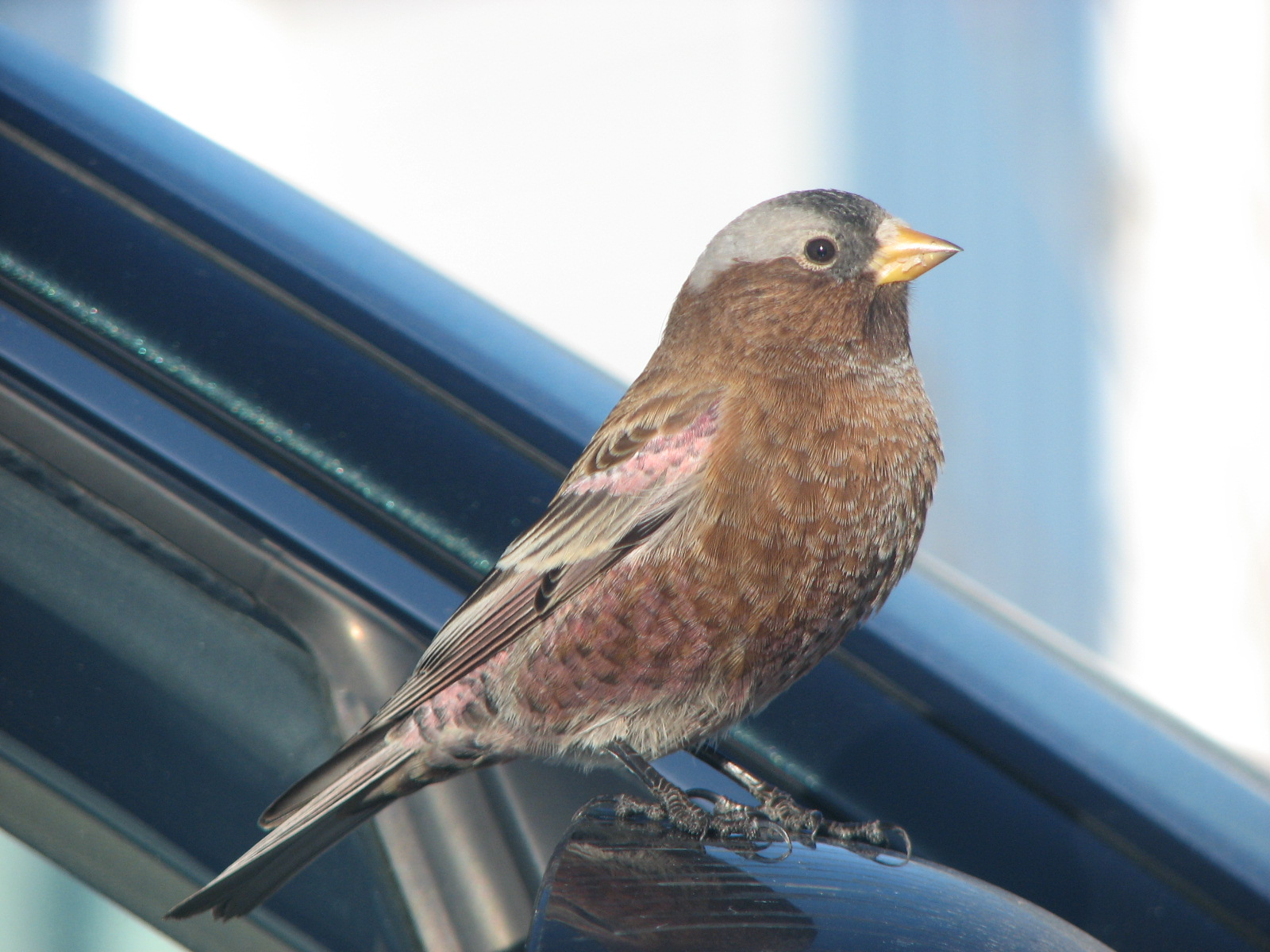
Самець (Міннесота)